# Черемза (посёлок)
Черемза — посёлок в Новокузнецком районе Кемеровской области. Входит в состав Центрального сельского поселения.

## География
Центральная часть населённого пункта расположена на высоте 229 метров над уровнем моря.

## Население
По данным Всероссийской переписи населения 2010 года, в посёлке Черемза проживает 110 человек (56 мужчин, 54 женщины).